# Championnats d'Amérique du Sud d'athlétisme espoirs 2012
Navigation
Édition précédente Édition suivante
La 5e édition des Championnats d'Amérique du Sud d'athlétisme espoirs s'est déroulée à São Paulo, stade Ícaro-de-Castro-Melo, du 22 au 23 septembre 2012, organisée par la CONSUDATLE.

## Résultats

### Hommes
| Épreuve                     | Or                                                                                       | Or                    | Argent                                                                      | Argent             | Bronze                                                             | Bronze             |
| --------------------------- | ---------------------------------------------------------------------------------------- | --------------------- | --------------------------------------------------------------------------- | ------------------ | ------------------------------------------------------------------ | ------------------ |
| 100 mètres (0,3 m/s)        | Aldemir da Silva Júnior Brésil                                                           | 10 s 42               | Isidro Montoya Colombie                                                     | 10 s 45            | Chavez Ageday Guyana                                               | 10 s 65            |
| 200 mètres (1,2 m/s)        | Aldemir da Silva Júnior Brésil                                                           | 20 s 51 CR            | Bernardo Baloyes Colombie                                                   | 20 s 87            | Arturo Ramírez Venezuela                                           | 21 s 00            |
| 400 mètres                  | Pedro Luiz Burmann Brésil                                                                | 45 s 52 CR            | Arturo Ramírez Venezuela                                                    | 46 s 20            | Stephan James Guyana                                               | 46 s 52            |
| 800 mètres                  | Tomás Squella Chili                                                                      | 1 min 48 s 06         | David Díaz Franco Argentine                                                 | 1 min 48 s 34      | Lucirio Garrido Venezuela                                          | 1 min 48 s 60      |
| 1 500 mètres                | Federico Bruno Argentine                                                                 | 3 min 47 s 13         | Iván López Chili                                                            | 3 min 48 s 07      | Carlos Díaz Chili                                                  | 3 min 50 s 01      |
| 5 000 mètres                | Víctor Aravena Chili                                                                     | 14 min 16 s 25        | Federico Bruno Argentine                                                    | 14 min 24 s 21     | Daniel Toroya Bolivie                                              | 14 min 29 s 30     |
| 10 000 mètres               | Víctor Aravena Chili                                                                     | 30 min 31 s 93        | José Luis Rojas Pérou                                                       | 30 min 32 s 82     | Wily Canchanya Pérou                                               | 30 min 33 s 11     |
| 3 000 mètres steeple        | Alexis Peña Venezuela                                                                    | 8 min 53 s 42         | Jean Carlos Machado Brésil                                                  | 8 min 54 s 53      | Joaquín Arbe Argentine                                             | 8 min 55 s 90      |
| 110 mètres haies (–0,9 m/s) | João Vitor de Oliveira Brésil                                                            | 14 s 14               | Robson Braga Brésil                                                         | 14 s 28            | Jefferson Valencia Colombie                                        | 14 s 57            |
| 400 mètres haies            | Hederson Estefani Brésil                                                                 | 51 s 02               | Alejandro Chala Équateur                                                    | 51 s 11            | Vinícius Guimarães Brésil                                          | 51 s 69            |
| Saut en hauteur             | Talles Frederico Silva Brésil                                                            | 2,21 m CR             | Carlos Layoy Argentine                                                      | 2,19 m             | Rafael Uchona dos Santos Brésil                                    | 2,16 m             |
| Saut à la perche            | Matheus da Silva Brésil                                                                  | 5,05 m                | Rubén Benítez Argentine                                                     | 5,00 m             | Daniel Zupeuc Chili                                                | 4,80 m             |
| Saut en longueur            | Rebert Firmiano Brésil                                                                   | 7,96 m (3,0 m/s)      | Higor Alves Brésil                                                          | 7,72 m (2,3 m/s)   | Emiliano Lasa Uruguay                                              | 7,63 m (2,7 m/s)   |
| Triple saut                 | Jonathan Henrique Silva Brésil                                                           | 16,19 m (2.4 m/s)     | Jean Rosa Brésil                                                            | 15,68 m (2,7 m/s)  | Edwin Murillo Colombie                                             | 15,37 m (0,5 m/s)  |
| Lancer de poids             | Darlan Romani Brésil                                                                     | 19,93 m CR            | Willian Braido Brésil                                                       | 18,85 m            | Joaquín Ballivián Chili                                            | 17,28 m            |
| Lancer de disque            | Mauricio Ortega Colombie                                                                 | 53,94 m               | Felipe Lorenzon Brésil                                                      | 51,71 m            | Thiago Negreiros Brésil                                            | 51,48 m            |
| Lancer de marteau           | Allan Wolski Brésil                                                                      | 63,20 m               | Hevertt Álvarez Chili                                                       | 61,18 m            | Pedro da Costa Brésil                                              | 60,84 m            |
| Lancer de javelot           | Braian Toledo Argentine                                                                  | 78,49 m CR            | Tomás Guerra Chili                                                          | 71,30 m            | Paulo Enrique da Silva Brésil                                      | 71,23 m            |
| Décathlon                   | Guillermo Ruggeri Argentine                                                              | 7 203 pts             | Ricardo Herrada Venezuela                                                   | 6 930 pts          | Óscar Campos Venezuela                                             | 6 878 pts          |
| 20 km marche                | Caio Bonfim Brésil                                                                       | 1 h 23 min 22 s 83 CR | José Montaña Colombie                                                       | 1 h 23 min 41 s 57 | Richard Vargas Venezuela                                           | 1 h 29 min 46 s 67 |
| Relais 4 × 100 mètres       | Brésil Jackson da Silva Jorge Vides Aldemir da Silva Junior Eric de Jesus                | 40 s 10               | Colombie Jefferson Valencia Bernardo Baloyes Roberto Murillo Isidro Montoya | 40 s 14            | Argentine Matías Robledo Fabio Martínez Lucas Semino Rubén Benítez | 40 s 82            |
| Relais 4 × 400 mètres       | Brésil Anderson Machado dos Santos Willian Carvalho Jonathan da Silva Pedro Luiz Burmann | 3 min 7 s 44          | Venezuela Noel Campos Lucirio Garrido Cleiderman Medina Arturo Ramírez      | 3 min 8 s 56       | Pérou Jordy Portilla Andy Martínez Edmundo Díaz Paulo Herrera      | 3 min 14 s 18      |